# Festiwal Piosenki Polskiej w Witebsku
Ogólnozwiązkowy Festiwal Piosenki Polskiej w Witebsku (ros. Всесоюзный фестиваль польской песни в Витебске) – festiwal muzyczny organizowany w latach 1988 i 1990 w Witebsku. Impreza gromadziła młodych wykonawców muzyki polskiej ze wszystkich republik radzieckich oraz gości z Polski. Został on pomyślany jako odpowiednik odbywającego się w Polsce dorocznie w Zielonej Górze Festiwalu Piosenki Radzieckiej. Lokalizacja Festiwalu Piosenki Polskiej związana była z umową o partnerstwie pomiędzy Witebskiem a Zieloną Górą. Na potrzeby Festiwalu Piosenki Polskiej zbudowano w mieście w 1988 amfiteatr na ok. 5 tys. widzów, w którym odbywa się od 1992 Festiwal „Słowiański Bazar”. Festiwal Piosenki Polskiej miał tylko dwie edycje: w 1988 i 1990. Po pierwszym festiwalu, odbywającym się w dniach 17–22 lipca 1988, radziecka firma „Miełodija” wydała album z wyborem piosenek z konkursu (Всесоюзный фестиваль польской песни – „Мелодия”, 1989). Jednym z bardziej znanych jego uczestników ze strony polskiej była Maryla Rodowicz.